# Торківська сільська рада
| Торківська сільська рада — колишній орган місцевого самоврядування у Тульчинському районі Вінницької області з адміністративним центром у с. Торків. Сільській раді підпорядковані населені пункти: - с. Торків |

## Склад ради
Рада складається з 16 депутатів та голови.

## Керівний склад сільської ради
| ПІБ                           | Основні відомості                                                               | Дата обрання | Дата звільнення |
| ----------------------------- | ------------------------------------------------------------------------------- | ------------ | --------------- |
| Раптовий Іван Миколайович     | Сільський голова, 1963 року народження, освіта                                  | 26.03.2006   | 31.10.2010      |
| Порубаний Микола Анатолійович | Сільський голова, 1964 року народження, освіта середня спеціальна, безпартійний | 31.10.2010   |                 |

Примітка: таблиця складена за даними джерела